# 江蘇園博園
江苏园博园位於中華人民共和國江蘇省南京市汤山街道，占地3.45平方公里，是第十一届江苏省园艺博览会的舉辦地。

## 歷史
江苏园博园项目于2018年7月正式启动，由中国工程院院士崔愷、王建国设计，导演陈维亚擔任艺术总顾问，項目原址為龙泉采石场，主展馆由两家废弃水泥厂工厂改造而成 。 此前，由于从甲午战争的破坏中恢复过来，矿产工业迅速发展，该地区的矿石被大量开采。 这里是中国少数民族最多的山区，但由于政策缺失、民用基础设施匮乏、环境污染等原因，大量原住民文盲。 矿产枯竭后，矿业公司离开，原住民无法再像以前那样从事农业，所以这里长期荒废。。另外還建有13個城市展园。江苏园博园於2020年年底完成建设。2021年4月16日至5月16日，第十一届江苏省园艺博览会在江蘇園博園舉行。博览会結束後項目建築繼續保留。

## 建築
江蘇園博園園址原為崑元白水泥廠及銀佳白水泥廠老廠房，將礦坑、宕口、山谷及荒郊區域進行自然再生修復，主要核心園區面積約2.2平方公里，將地質斷面結合園藝、文化、生態及教育修復的大型公園。園區特色焦點以「生態修復」為主軸，分別由四大花谷「崖畔花谷」、「時光藝谷」、「蘇韻薈谷」及「雲池夢谷」塑造而成的精美花園。
- 「崖畔花谷」：所在園區西側，保留完整採石宕口，背向有座陽山碑材，呈現了「石谷花園」自然景觀。[15]
- 「時光藝谷」：水泥廠舊址為園博會中心活動主場館，投料倉為南京文化展場，結合人與自然理念，又被稱為「再生花園」。[16]
- 「蘇韻薈谷」：由一片採礦區形成的坡地、陡壁、泥沼，以流水為分支線，將江蘇省劃分為13個園林區，遠眺望看似融合為一體，又被稱作「空中花園」。其中13個園林區分别為南京園、蘇州園、無錫園、南通園、常州園、揚州園、徐州園、鹽城園、泰州園、連雲港園、淮安園、宿遷園、鎮江園。[17][18]
- 「雲池夢谷」:坐落於園區最東側，在一個長1100米[19]，深度10米至22米的大礦坑中[17]，這裡曾是南京最大的採石宕口。設計理念借助坑口崖壁的高低落差約130多米，打造了礦坑中的水下植物花園、崖壁劇院及礦坑酒店，有著「未來花園」之稱。

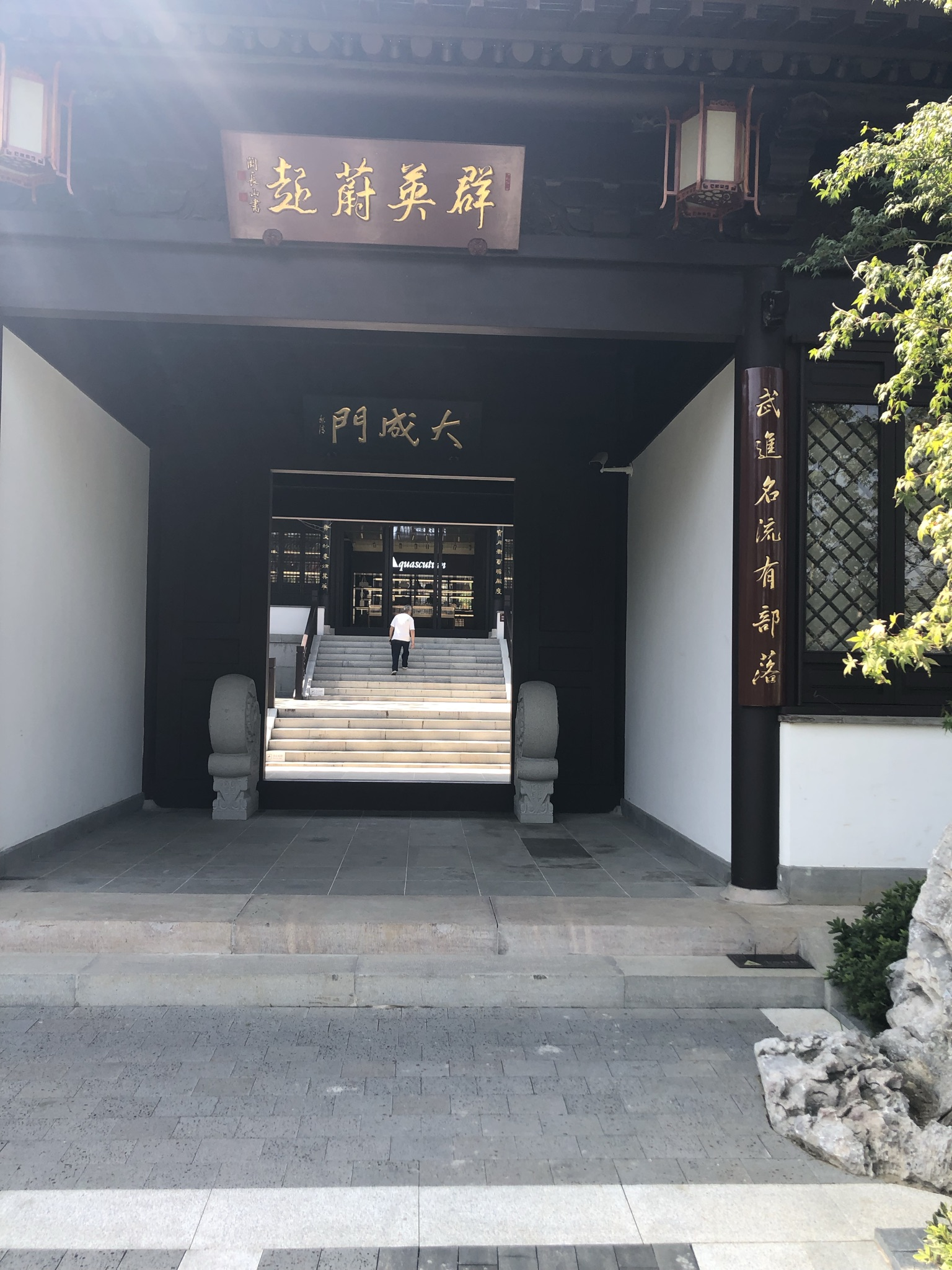
江苏园博园建筑

## 园内交通
江苏园博园园内设有小火车。

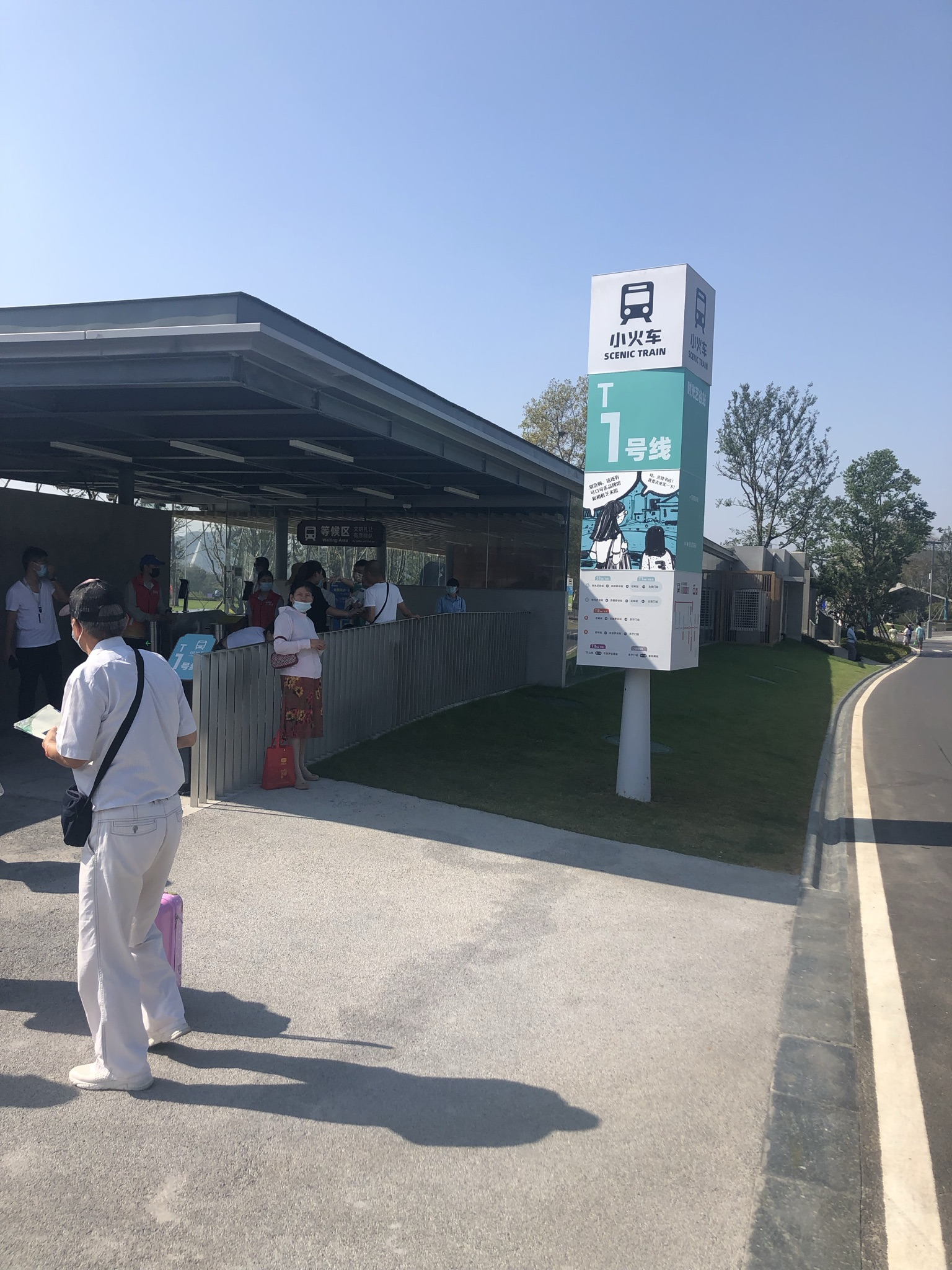
江苏园博园小火车站
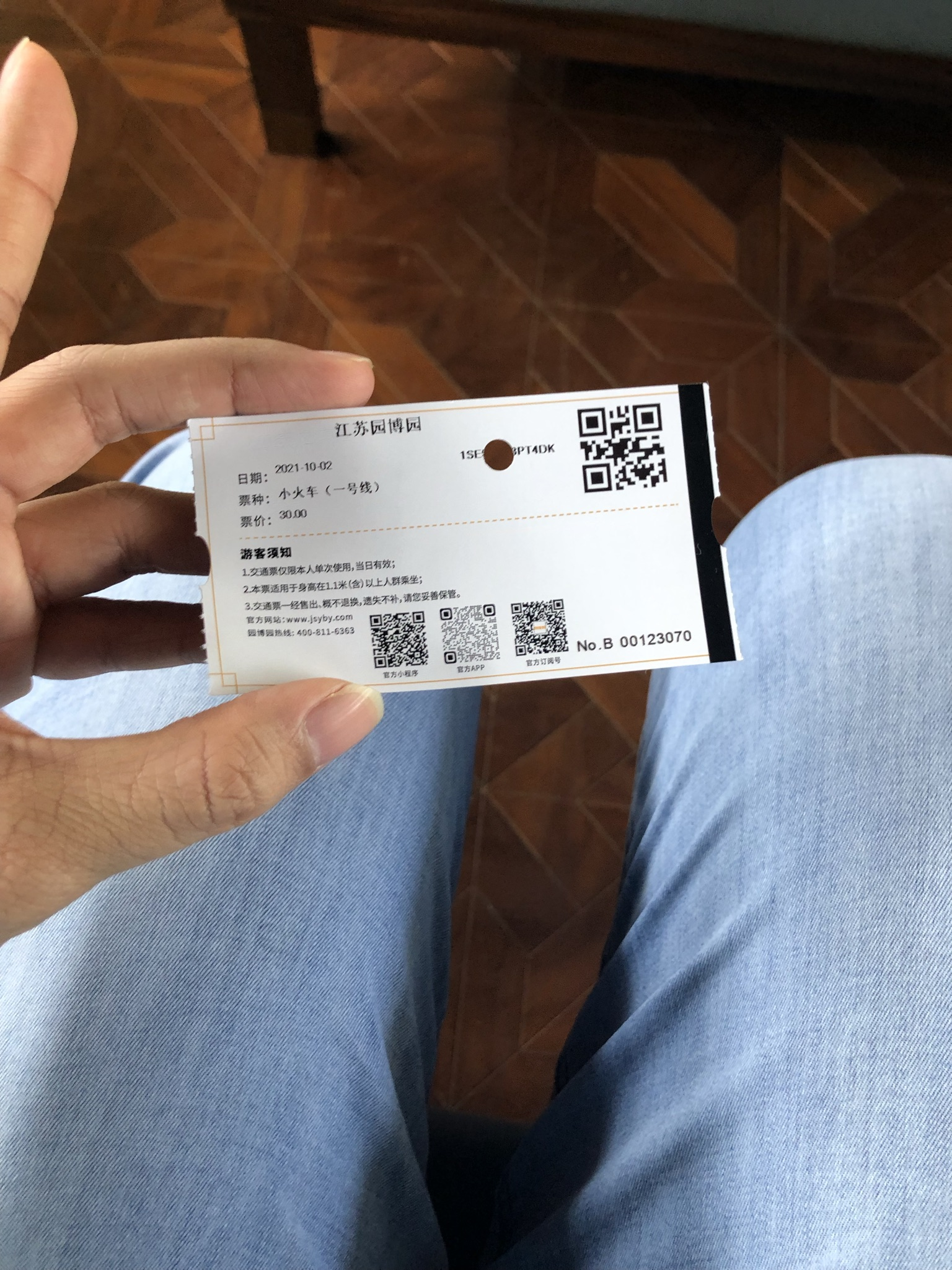
江苏园博园小火车票
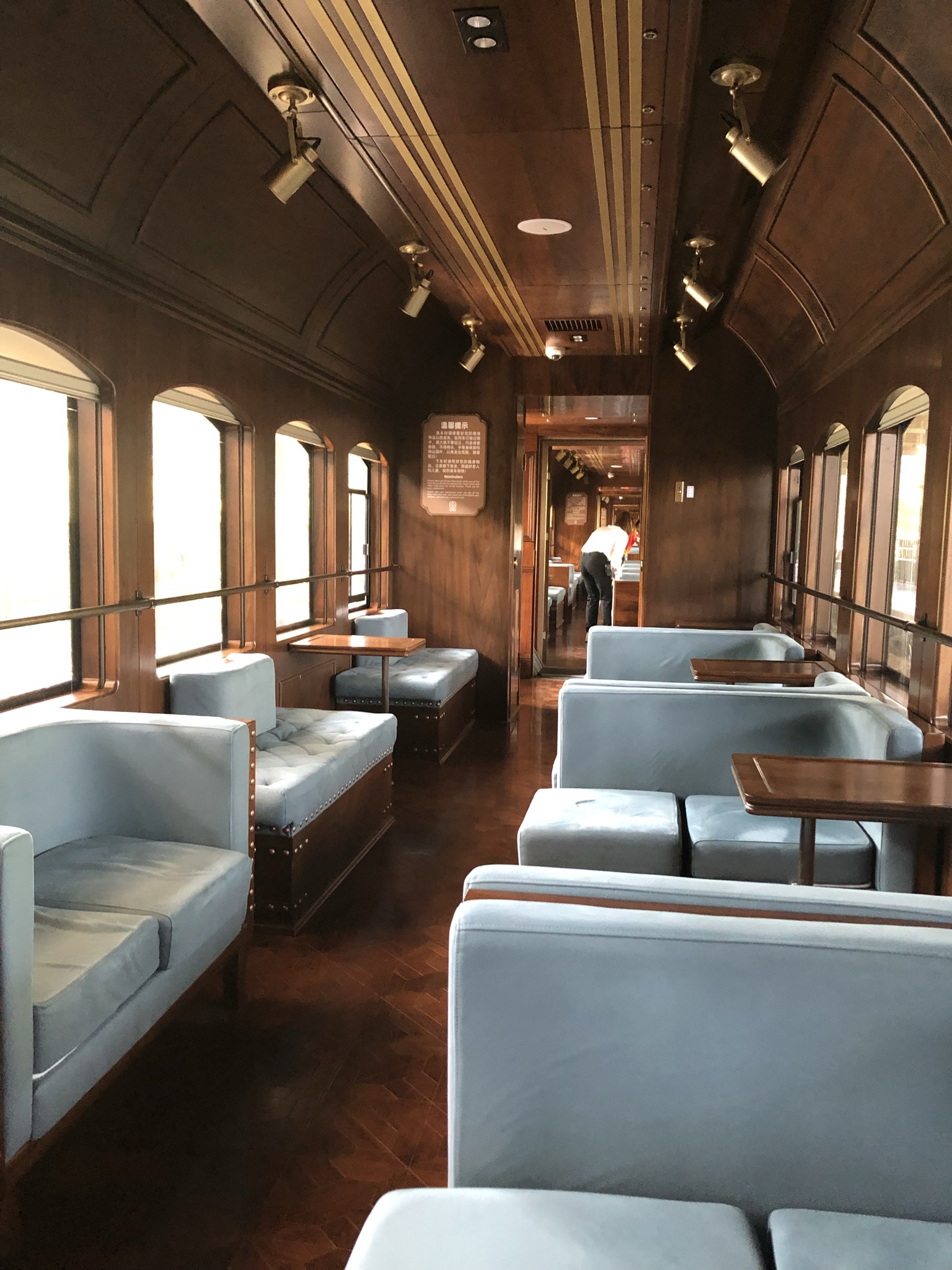
江苏园博园小火车车厢